# 神戸市立長田中学校
神戸市立長田中学校（こうべしりつ ながたちゅうがっこう）は、兵庫県神戸市長田区にある公立中学校。

## 沿革
- 1997年（平成9年） 4月1日 - 神戸市立大橋中学校と神戸市立苅藻中学校を統合して創立される。

## 部活動

### 運動部
- 野球部
- 陸上競技部
- バスケットボール部
- 柔道部
- 男子ソフトテニス部
- 女子卓球部
- 女子バレーボール部

### 文化部
- 吹奏楽部
- 美術部
- 総合文化部

## 卒業生
- 長井良太（元プロ野球選手）
- 古江彩佳（ゴルフ）[1]

## 交通アクセス
- 新長田駅・苅藻駅から徒歩約10分
- 兵庫駅・高速長田駅から徒歩約15分